# Shinden Fudo-ryū
Shinden fudo-ryū est une école de daken-taijutsu et ju-taijutsu. Shinden fudo signifie « les enseignements immuables transmis par les dieux ». On trouve au sein de Shinden fudo-ryū de nombreux exercices de renforcement corporel à faire dans la nature. Il est dit que les enchainements et les mouvements doivent être naturels et relaxés. Cette école enseigne aussi le maniement d'une très grande hache (ono), d'un très grand marteau (otsuchi) et d'une épée gigantesque (odachi).

## Histoire et légende
Il est dit au sein du Bujinkan que l'école a été fondée au XIIe siècle par Genpachiro Temeyoshi. Une autre source affirme que l'école a été créée par Izumo Kanja Yoshiteru. Indépendamment du débat quant à son origine, cette école a exercé une influence significative sur le développement des arts martiaux japonais. À titre d'exemple, Kuki Takei du clan Kuki (Kukishin-ryū) étudiera Shinden fudo-ryū sous la férule Toda Shinryuken Masamitsu, ce dernier ayant également enseigné à Takenaka Tetsunoke, un des élèves de Jigoro Kano.
En 1895, un ingénieur britannique nommé Edward William Barton-Wright, et un anthropologue hollandais nommé Herman Ten Kate, furent acceptés au dojo Shinden fudo-ryū de Kōbe. Barton-Wright devait incorporer certains aspects de l'école dans un art martial éclectique de sa création, le bartitsu.
Shōtō Tanemura est à la tête d'une branche de cette école, après avoir reçu le menkyo kaiden de Seishiro Saito. Il forma sa propre branche, Shinden fudo-ryū Tanemura-ha. Il enseigne cette école au sein de son organisation, le Genbukan, et a même créé des densho. On peut voir la couverture des densho, ainsi que ceux de Gyokko-ryū sur le site web du Genbukan.
Masaaki Hatsumi est cité dans le Bugei Ryuha Daijiten comme l'un des détenteurs du titre de sōke, ou d'un menkyo kaiden de cette école.

## Techniques
On divise l'école en deux parties, qui sont enseignées séparément. Beaucoup de pratiquants ne connaissent d'ailleurs qu'une de ces deux parties.
Ju-taijutsu (lutte)
1. Goho no kamae, les cinq postures de bases
2. Shoden gata, les enchainements de base.
3. Chuden gata, les enchainements intermédiaires.
4. Okuden gata, les enchainements avancés.

Daken-taijutsu (frappes)
1. Ten no kata : forme du Ciel.
2. Chi no kata : forme de la Terre.
3. Shizen chigoku no kata : schéma de la nature ultime.

## De nos jours
Le style Shinden fudo-ryū est aujourd'hui enseignée au sein des organisations suivantes :
- Banke Shinobi no Den
- Bujinkan
- Genbukan
- Jinenkan
- ToShinDo